# Juuso Pykälistö
Juuso Pykälistö (Padasjoki, 21 mei 1975) is een Fins voormalig rallyrijder.

## Carrière

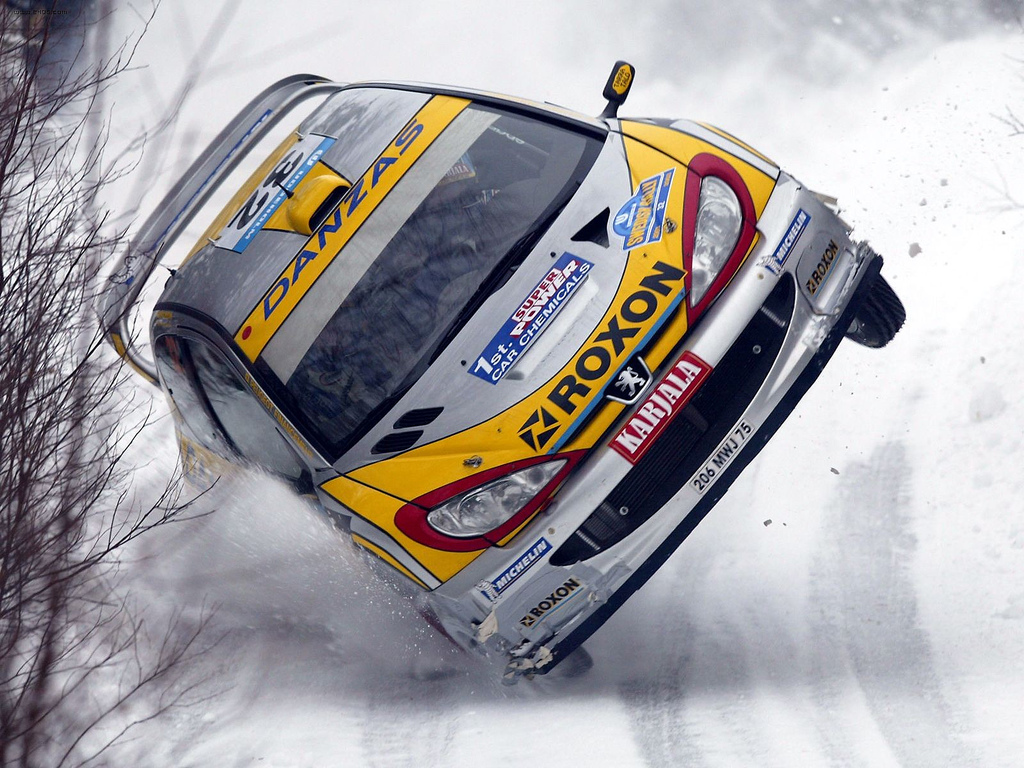
Pykälistö in actie tijdens de Rally van Zweden in 2003

Juuso Pykälistö debuteerde in 1994 in de rallysport, en twee jaar later reed hij in Finland zijn eerste rally in het wereldkampioenschap rally. Pykälistö profileerde zich in het Fins kampioenschap als officiële rijder van de Finse Mitsubishi importeur en stapte na de eeuwwisseling over naar een Toyota Corolla WRC, waarmee hij twee keer de Arctic Rally won (een van de grotere rally's op de Finse kalender). Deze verving hij later voor een Peugeot 206 WRC geprepareerd door het Franse Bozian Racing, met wie hij in het seizoen 2003 een gedeeld WK-programma afwerkte. Hij behaalde dat jaar twee top tien resultaten, maar punten bleven uit. In 2004 reed hij twee WK-rally's voor Kronos Racing met een Citroën Xsara WRC. Hij lag derde tijdens zijn thuisevenement in Finland, totdat hij moest opgeven met technische problemen, terwijl hij in zijn tweede optreden in Sardinië vroegtijdig verongelukte. Hij keerde terug in het WK tijdens diezelfde rally in het 2005 seizoen, waar hij met de Xsara WRC nu als achtste eindigde en daarmee naar een WK-punt greep. Dit bewees echter zijn laatste optreden te zijn in het kampioenschap.
Pykälistö beëindigde zijn actieve carrière als rallyrijder na 2005, maar deed in 2006 nog testwerk voor Citroën met de toen nieuwe Citroën C4 WRC. In 2008 keerde hij ook nog in twee Finse rally's terug.

## Complete resultaten in het wereldkampioenschap rally
| Seizoen | Inschrijving                | Auto                         | 1   | 2       | 3      | 4   | 5       | 6       | 7       | 8   | 9       | 10      | 11  | 12     | 13      | 14      | 15  | 16  | Pos. | Punten |
| ------- | --------------------------- | ---------------------------- | --- | ------- | ------ | --- | ------- | ------- | ------- | --- | ------- | ------- | --- | ------ | ------- | ------- | --- | --- | ---- | ------ |
| 1996    | Neste 1000 Lakes Rally      | Opel Astra GSI 16V           | MON | ZWE     | POR    | KEN | IND     | FRA     | GRI     | ARG | NZL     | FIN DNF | AUS | ITA    | SPA     | GBR     |     |     | –    | 0      |
| 1997    | Juuso Pykälistö             | Mitsubishi Lancer Evo IV     | MON | ZWE     | KEN    | POR | SPA     | FRA     | ARG     | GRI | NZL     | FIN DNF | IND | ITA    | AUS     | GBR     |     |     | –    | 0      |
| 1998    | Mitsubishi Ralliart Finland | Mitsubishi Carisma GT        | MON | ZWE DNF | KEN    | POR | SPA     | FRA     | ARG     | GRI | NZL     | FIN DNF | ITA | AUS    | GBR DNF |         |     |     | –    | 0      |
| 1999    | Mitsubishi Ralliart Finland | Mitsubishi Carisma GT        | MON | ZWE DNF | KEN    | POR | SPA     | FRA     | ARG     | GRI | NZL     | FIN DNF | CHN | ITA    | AUS     | GBR     |     |     | –    | 0      |
| 2000    | Mitsubishi Ralliart Finland | Mitsubishi Carisma GT Evo VI | MON | ZWE 18  | KEN    | POR | SPA     | ARG     | GRI     | NZL | FIN 17  | CYP     | FRA | ITA    | AUS     | GBR     |     |     | –    | 0      |
| 2001    | Juuso Pykälistö             | Toyota Corolla WRC           | MON | ZWE     | POR    | SPA | ARG     | CYP     | GRI     | KEN | FIN DNF | NZL     | ITA | FRA    | AUS     | GBR     |     |     | –    | 0      |
| 2002    | Juuso Pykälistö             | Toyota Corolla WRC           | MON | ZWE 11  | FRA    | SPA | CYP DNF | ARG     | GRI     | KEN |         |         |     |        |         |         |     |     | –    | 0      |
| 2002    | Juuso Pykälistö             | Peugeot 206 WRC              |     |         |        |     |         |         |         |     | FIN DNF | DUI     | ITA |        |         | GBR DNF |     |     | –    | 0      |
| 2002    | Juuso Pykälistö             | Mitsubishi Lancer Evo VI     |     |         |        |     |         |         |         |     |         |         |     | NZL 26 | AUS DNF |         |     |     | –    | 0      |
| 2003    | Juus Pykälistö              | Peugeot 206 WRC              | MON | ZWE DNF |        |     |         |         |         |     |         |         |     |        |         |         |     |     | –    | 0      |
| 2003    | Bozian Racing               | Peugeot 206 WRC              |     |         | TUR 11 | NZL | ARG     | GRI DNF | CYP DNF | DUI | FIN 9   | AUS     | ITA | FRA    | SPA     | GBR 9   |     |     | –    | 0      |
| 2004    | Citroën Kronos Racing Team  | Citroën Xsara WRC            | MON | ZWE     | MEX    | NZL | CYP     | GRI     | TUR     | ARG | FIN DNF | DUI     | JPN | GBR    | ITA DNF | FRA     | SPA | AUS | –    | 0      |
| 2005    | OMV World Rally Team        | Citroën Xsara WRC            | MON | ZWE     | MEX    | NZL | ITA 8   | CYP     | TUR     | GRI | ARG     | FIN     | DUI | GBR    | JPN     | FRA     | SPA | AUS | 27   | 1      |